# Andrij Wassylyschyn
Andrij Wolodymyrowytsch Wassylyschyn (ukrainisch Андрій Володимирович Василишин; * 24. April 1933 in Wesnjanka, Ukrainische SSR; † 12. Oktober 2023) war der erste Innenminister der unabhängigen Ukraine.

## Leben
Wassylyschyn wurde am 24. April 1933 in einer Bauernfamilie der Kolchose im Dorf Wesnjanka, Bezirk Starokostjantyniw, Oblast Winnyzja (heute Oblast Chmelnyzkyj), historische Region Wolhynien, geboren. Im Jahr 1950 schloss er seine Ausbildung in einem Ausbildungszentrum des Ministeriums für Sowjetische Landwirtschaft der Sowjetunion ab.
Wassylyschyn war ein Generalleutnant. Nach dem Sturz des kommunistischen Regimes im Jahr 1991 wurde er im Kabinett von Ministerpräsident Witold Fokin zum Innenminister ernannt. Im Oktober 1992 wurde er im Kabinett von Ministerpräsident Leonid Kutschma erneut in dieses Amt berufen. Im Juli 1994 wurde er vom Ministerpräsidenten entlassen und durch Wolodymyr Radtschenko ersetzt.
Er war Präsident der ukrainischen Sektion der International Police Association und Berater des ukrainischen Innenministeriums.
Wassylyschyn starb am 12. Oktober 2023 im Alter von 90 Jahren.